# Bitva u Aslándúzu
Bitva u Aslándúzu byla bitvou rusko-perské války v letech 1806–1813. Šlo o jednu z jejích rozhodujících bitev. Ruský velitel generál Kotljarevskij zde dokázal díky momentu překvapení donutit k ústupu mnohonásobně silnější perskou armádu, jejíž velitel Abbás Mírzá netušil, jak malé síly proti němu stojí.